# Обстріли Конотопа
Обстріли Конотопської міської територіальної громади — серія обстрілів та авіаударів російськими військами території міста Конотопа та населених пунктів Конотопської міської громади Сумської області в ході повномасштабного російського вторгнення в Україну.

## 2022

### 10 жовтня
Після оголошення повітряної тривоги з 06:50 ранку 10 жовтня в Конотопі на Сумщині пролунали два вибухи. Спочатку (о 10:10), голова Сумської ОВА Дмитро Живицький повідомив досить лаконічно: «Сумщина. Вибух. Конотоп. Не пишемо місця прильотів». Ще перед цим почалися перебої із світлом на більшій частині Сумської області. Через півгодини очільник області уточнив, що в Конотопі стався приліт двох ракет, які вдарили по об'єкту енергетичної інфраструктури. Є поранені. За повідомленням Дмитра Живицького, у Конотопському районі травмувався також рятувальник ДСНС. Також було зазначено, що у різних районах Сумської області зафіксовано перебої зі світлом. Подекуди через це почалися проблеми з водопостачанням. До Конотопської ЦРЛ доправили двох людей, повідомив Суспільному директор лікарні Василь Згоник. Внаслідок обстрілу на інфраструктурному об'єкті в Конотопському районі сталася пожежа. За інформацією ГУ ДСНС у Сумській області, станом на 18:00 10 жовтня її ліквідували. Утім в усіх районах Сумської області понад добу були проблеми з електропостачанням, а, як наслідок, проблеми з водопостачанням. Зокрема, у Сумах була припинена подача води, зупинені всі водозабори міста, повідомили в КП «Міськводоканал». Увесь комунальний транспорт обласного центру через проблеми з електропостачанням був скерований у ДЕПО, повідомили у КП «Електроавтотранс».

## 2023

### 29 грудня

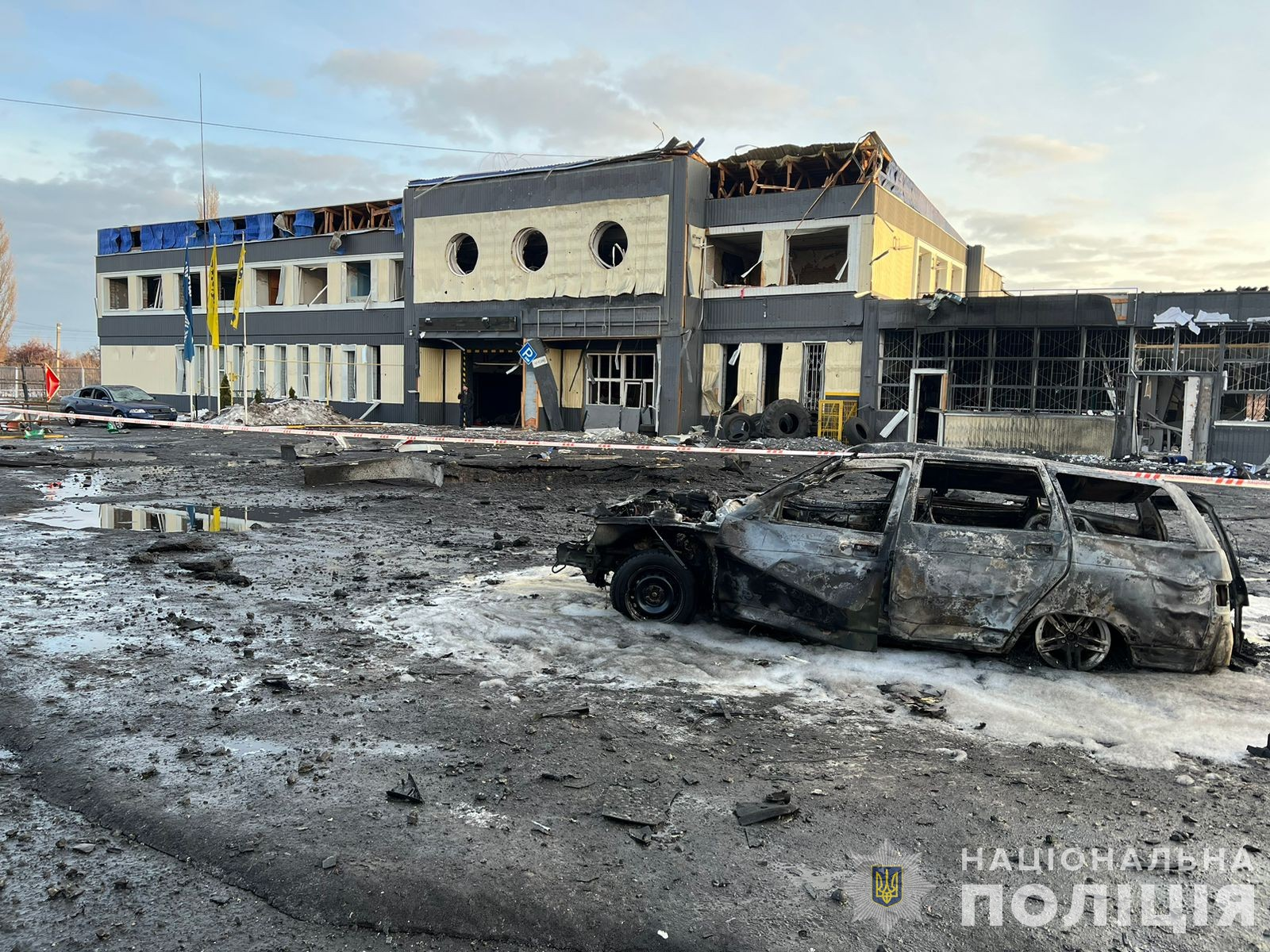
Станція техобслуговування та знищений автомобіль

Під час масованого ракетного обстрілу України вранці 29 грудня 2023 року росіяни нанесли ракетного удару по місту. За даними мера, в місті було 5 влучань. Було пошкоджено місцеву СТО та близько 10 багатоповерхівок, згорів автомобіль. Постраждали четверо людей.

## 2024

### 15 березня
Ввечері, близько 20:37 по місту було нанесено ракетного удару по цивільній інфраструктурі.

### 17 березня
Близько 20:30 по місту Конотоп, було нанесено ракетного удару двома авіаційними ракетами Х-59.

### 18 березня
Місто вчергове було обстріляне двома російськими балістичними  ракетами.

### 21 травня
Вдень було нанесено ракетного удару по інфраструктурі міста. Внаслідок атаки було поранено 59-річного чоловіка.

### 22 травня
На початку доби ворог дроном-камікадзе Shahed131/136 наніс удар по енергетичній інфраструктурі міста.

### 4 червня
Близько 16:00 росіяни завдали ракетного удару по виробничій інфраструктурі Конотопа, було поранено 38-річного чоловіка.

### 20 липня
Ворог наніс удар по об’єкту енергетичної інфрастуктури Конотопщини, застосувавши БпЛА типу “Шахед”. На місці працюють всі необхідні служби. Проводяться аварійно-відновлювальні роботи.

### 22 липня
З території рф завдано ракетний удар (1 вибух).

### 3 вересня
Вночі по місту було завдано ракетного удару. Внаслідок ракетного удару пошкоджено 3 багатоквартирні житлові будинки та автомобіль, йдеться в повідомленні ОК «Північ».

### 11 вересня

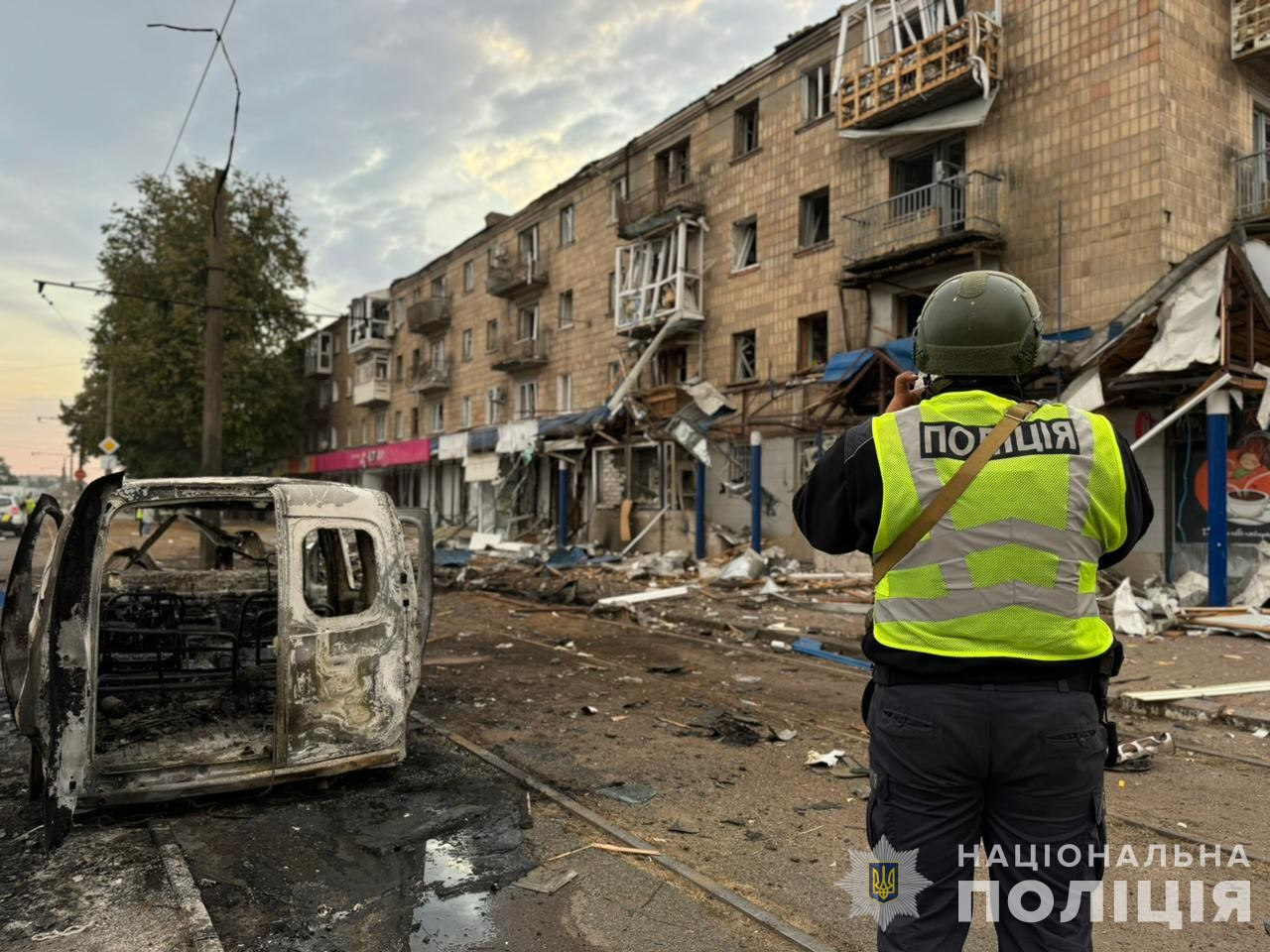
Пошкоджений будинок

Вночі було завдано масованого удару з застосуванням дронів камікадзе.

### 16 вересня
Ввечері ворог вдарив по місту ударними БпЛА.

### 25 жовтня
Пізно ввечері ворог завдав удару ракетою з касетною бойовою частиною.

### 7 грудня
Зранку було завдано ракетного удару балістичної ракетою. На щастя обійшлося без постраждалих.

## 2025

### 5 травня
По місту було нанесено комбінованого удару із застосуванням більше десяти. дронів-камікадзе «Shahed» та двох балістичних ракет Іскандер-М.

### 25 травня
Місто зазнало комбінованого удару. За словами мера Конотопа, це був наймасовіший обстріл міста з часів Другої світової війни.

### 17 червня
По місту було нанесено удару балістичною ракетою.

### 29 червня
Місто зазнало ворожої атаки.

### 3 липня
Місто зазнало ворожої атаки, було знищено об'єкт інфраструктури.